# عبد الرحمن الرشيدي (لاعب كرة قدم سعودي)
عبد الرحمن الرشيدي (مواليد 18 يوليو 1992) هو لاعب كرة قدم سعودي .
كانت بداياته مع نادي الطائي و وقع مع نادي الاتحاد السعودي في عام 2011 و لعب معهم 3 مواسم وعاد إلى نادي الطائي في عام 2016 .